# ノースランド国

ノースランド国
Northland State of Somalia（英語）
ولاية الشمالية الصومال（アラビア語）

国歌: -

ノースランド国（英語: Northland State of Somalia、アラビア語: ولاية الشمالية الصومال）は、2008年5月に建国を宣言したソマリアのスール州、サナーグ州、アイン州を領土とした国家。ソマリアからの分離独立を主張しているソマリランドと、プントランド及びマーヒル国家との間に位置している。ソマリ族・ダロッド氏族（en:Darod）のハルティ支族に属するダルバハンテ氏族(en:Dhulbahante)が強力なイニシアチブを握っており、同じようにプントランドとソマリランドの係争地域にあるサナーグ州に割拠したにマーヒル国家が別のハルティ支族であるワルサンガリ氏族(en:Warsangali)によって指導されるのと同様である。
ノースランドの公式首都がラス・アノドに置かれて以来、ラス・アノドがソマリランドの勢力下に置かれていたために一度も議会は開かれなかった。ダルバハンテ支族がプントランドの選挙に参加した際にダルバハンテ支族自身がノースランドから離脱した。

## 都市・集落
- Buuhoodle
- Taleex
- Yagoori
- Xudun